# EHF Challenge Cup 2010/11
Am EHF Challenge Cup 2010/11 nahmen 39 Handball-Vereinsmannschaften teil, die sich in der vorangegangenen Saison in ihren Heimatländern für den Wettbewerb qualifiziert hatten. Es war die 11. Austragung des Challenge Cups. Titelverteidiger war der portugiesische Verein Sporting Lissabon. Die Pokalspiele begannen am 1. Oktober 2010, das Rückspiel des Finales fand am 22. Mai 2011 statt. Der Titelgewinner in der Saison war der slowenische Verein RK Koper.

## Modus
Der Wettbewerb startete in Runde 2 mit einer Gruppenphase mit 3 Gruppen mit je 4 Mannschaften in der jeder gegen jeden in einfacher Runde spielte. Der Gruppenerste und -zweite der Gruppen A und B sowie der Gruppensieger der Gruppe C zogen in Runde 3 ein. Diese 5 Teams stießen dort auf 27 weitere, höher eingestufte, Mannschaften. Ab dieser Runde, inklusive des Finales, wurden im K.-o.-System mit Hin- und Rückspiel gespielt. Der Gewinner des Finales war EHF Challenge Cup Sieger der Saison 2010/11.

## Runde 2
Die Auslosung von Runde 2 fand am 27. Juli 2010 um 11:00 Uhr in Wien statt. Die Turniere fanden vom 1. bis 3. Oktober 2010 statt.

### Gruppe A
| Pl. | Mannschaft              | Sp. | S | U | N | Tore     | Diff. | Punkte |
| --- | ----------------------- | --- | - | - | - | -------- | ----- | ------ |
| 1.  | RK Buzet                | 3   | 3 | 0 | 0 | 099:540  | +45   | 6      |
| 2.  | Politechnyk Donezk      | 3   | 2 | 0 | 1 | 091:590  | +32   | 4      |
| 3.  | Dublin International HC | 3   | 1 | 0 | 2 | 078:900  | −12   | 2      |
| 4.  | Olympia HC London       | 3   | 0 | 0 | 3 | 047:1120 | −65   | 0      |

| 1. Oktober 2010, Fr. 17:00 Uhr in Buzet, Sportska Dvorana Buzet | 200 Zuschauer Spielbericht | Politechnyk Donezk Tyukin 6          | 33 : 24 (18 : 09) | Dublin International HC 7 Sefroun |
| 1. Oktober 2010, Fr. 20:00 Uhr in Buzet, Sportska Dvorana Buzet | 500 Zuschauer Spielbericht | RK Buzet Horvat 6                    | 43 : 11 (24 : 05) | Olympia HC London 5 Bobrowski     |
| 2. Oktober 2010, Sa. 17:00 Uhr in Buzet, Sportska Dvorana Buzet | 200 Zuschauer Spielbericht | Olympia HC London Bobrowski 2        | 10 : 39 (04 : 20) | Politechnyk Donezk 9 Smolyanets   |
| 2. Oktober 2010, Sa. 20:00 Uhr in Buzet, Sportska Dvorana Buzet | 500 Zuschauer Spielbericht | Dublin International HC Sefroun 5    | 24 : 31 (09 : 17) | RK Buzet 5 Gaspar                 |
| 3. Oktober 2010, So. 17:00 Uhr in Buzet, Sportska Dvorana Buzet | 500 Zuschauer Spielbericht | Politechnyk Donezk Tyukin 6          | 19 : 25 (08 : 14) | RK Buzet 10 Vrkljan               |
| 3. Oktober 2010, So. 20:00 Uhr in Buzet, Sportska Dvorana Buzet | 300 Zuschauer Spielbericht | Dublin International HC Martinonis 7 | 30 : 26 (15 : 13) | Olympia HC London 8 Bobrowski     |

### Gruppe B
| Pl. | Mannschaft          | Sp. | S | U | N | Tore     | Diff. | Punkte |
| --- | ------------------- | --- | - | - | - | -------- | ----- | ------ |
| 1.  | RK Partizan Belgrad | 3   | 3 | 0 | 0 | 0116:620 | +54   | 6      |
| 2.  | RK Konjuh Živinice  | 3   | 2 | 0 | 1 | 090:810  | +9    | 4      |
| 3.  | Arkatron Minsk      | 3   | 1 | 0 | 2 | 0100:920 | +8    | 2      |
| 4.  | Manchester HC       | 3   | 0 | 0 | 3 | 049:1200 | −71   | 0      |

| 1. Oktober 2010, Fr. 17:00 Uhr in Živinice, "Gradska Dvorana" | 500 Zuschauer Spielbericht   | RK Partizan Belgrad Ilić 11        | 41 : 28 (21 : 13) | Arkatron Minsk 8 Kamyshyk  |
| 1. Oktober 2010, Fr. 19:30 Uhr in Živinice, "Gradska Dvorana" | 300 Zuschauer Spielbericht   | RK Konjuh Živinice Jagodic 8       | 36 : 18 (17 : 09) | Manchester HC 8 Girost     |
| 2. Oktober 2010, Sa. 17:00 Uhr in Živinice, "Gradska Dvorana" | 200 Zuschauer Spielbericht   | Manchester HC Bouche 2             | 10 : 41 (04 : 20) | RK Partizan Belgrad 8 Ilić |
| 2. Oktober 2010, Sa. 19:30 Uhr in Živinice, "Gradska Dvorana" | 1.000 Zuschauer Spielbericht | Arkatron Minsk Kamyshyk 8          | 29 : 30 (13 : 17) | RK Konjuh Živinice 9 Muhic |
| 3. Oktober 2010, So. 17:00 Uhr in Živinice, "Gradska Dvorana" | 100 Zuschauer Spielbericht   | Arkatron Minsk Chykun 13           | 43 : 21 (25 : 11) | Manchester HC 6 Girost     |
| 3. Oktober 2010, So. 19:30 Uhr in Živinice, "Gradska Dvorana" | 1.000 Zuschauer Spielbericht | RK Partizan Belgrad Dimitrijević 9 | 34 : 24 (16 : 11) | RK Konjuh Živinice 5 Husic |

### Gruppe C
| Pl. | Mannschaft              | Sp. | S | U | N | Tore     | Diff. | Punkte |
| --- | ----------------------- | --- | - | - | - | -------- | ----- | ------ |
| 1.  | Stord IL                | 3   | 3 | 0 | 0 | 098:690  | +29   | 6      |
| 2.  | Maliye Milli Piyango SK | 3   | 2 | 0 | 1 | 0100:790 | +21   | 4      |
| 3.  | ESN Vrilissia           | 3   | 1 | 0 | 2 | 092:810  | +11   | 2      |
| 4.  | London GD HC            | 3   | 0 | 0 | 3 | 057:1180 | −61   | 0      |

| 1. Oktober 2010, Fr. 18:00 Uhr in Stord, Stord Sportsenter | 100 Zuschauer Spielbericht | ESN Vrilissia Papadopoulos 12      | 37 : 20 (17 : 09) | London GD HC 6 Ferrer Torras   |
| 1. Oktober 2010, Fr. 20:00 Uhr in Stord, Stord Sportsenter | 300 Zuschauer Spielbericht | Maliye Milli Piyango SK Caliskan 7 | 27 : 29 (13 : 15) | Stord IL Bester Torschütze     |
| 2. Oktober 2010, Sa. 17:00 Uhr in Stord, Stord Sportsenter | 100 Zuschauer Spielbericht | London GD HC Altong 8              | 20 : 40 (10 : 18) | Maliye Milli Piyango SK 7 Eröz |
| 2. Oktober 2010, Sa. 19:00 Uhr in Stord, Stord Sportsenter | 300 Zuschauer Spielbericht | Stord IL Gjertsen 10               | 28 : 25 (11 : 14) | ESN Vrilissia 7 Papadopoulos   |
| 3. Oktober 2010, So. 15:00 Uhr in Stord, Stord Sportsenter | 100 Zuschauer Spielbericht | Maliye Milli Piyango SK Caliskan 9 | 33 : 30 (17 : 13) | ESN Vrilissia 10 Perros        |
| 3. Oktober 2010, So. 17:30 Uhr in Stord, Stord Sportsenter | 300 Zuschauer Spielbericht | Stord IL Hansen 10                 | 41 : 17 (23 : 08) | London GD HC 6 Gug             |

## Runde 3
Die Auslosung von Runde 3 fand am 27. Juli 2010 um 11:00 Uhr in Wien statt.
| Mannschaft 1                          | Mannschaft 2                            | Hinspiel             | Rückspiel            | Gesamt  |
| ------------------------------------- | --------------------------------------- | -------------------- | -------------------- | ------- |
| HK Motor Saporischschja Krivchikov 15 | RK Buzet Gaspar 12                      | 21.11. So. 16:00 Uhr | 27.11. Sa. 19:00 Uhr | 52 : 48 |
| HK Motor Saporischschja Krivchikov 15 | RK Buzet Gaspar 12                      | 28 : 20 (14 : 08)    | 24 : 28 (09 : 14)    | 52 : 48 |
| HK Motor Saporischschja Krivchikov 15 | RK Buzet Gaspar 12                      | 900 Zuschauer        | 300 Zuschauer        | 52 : 48 |
| RK Budvanska Rivijera Vujovic 8       | RK Rudar Pljevlja Majic 15              | 20.11. Sa. 17:00 Uhr | 27.11. Sa. 18:00 Uhr | 43 : 60 |
| RK Budvanska Rivijera Vujovic 8       | RK Rudar Pljevlja Majic 15              | 24 : 34 (11 : 16)    | 19 : 26 (07 : 13)    | 43 : 60 |
| RK Budvanska Rivijera Vujovic 8       | RK Rudar Pljevlja Majic 15              | 300 Zuschauer        | 700 Zuschauer        | 43 : 60 |
| Slovan Ljubljana Bozovic 10           | HC Linz AG Lehner 11                    | 21.11. So. 17:00 Uhr | 27.11. Sa. 19:00 Uhr | 55 : 50 |
| Slovan Ljubljana Bozovic 10           | HC Linz AG Lehner 11                    | 27 : 25 (14 : 14)    | 28 : 25 (18 : 12)    | 55 : 50 |
| Slovan Ljubljana Bozovic 10           | HC Linz AG Lehner 11                    | 200 Zuschauer        | 800 Zuschauer        | 55 : 50 |
| Junior Fasano Costanzo 10             | HBC Bascharage Schmidt 12               | 20.11. Sa. 19:00 Uhr | 27.11. Sa. 19:30 Uhr | 47 : 51 |
| Junior Fasano Costanzo 10             | HBC Bascharage Schmidt 12               | 22 : 17 (11 : 10)    | 25 : 34 (13 : 16)    | 47 : 51 |
| Junior Fasano Costanzo 10             | HBC Bascharage Schmidt 12               | 400 Zuschauer        | 500 Zuschauer        | 47 : 51 |
| HC Spartak Warna Petkov 11            | RK Koper Skoko 13                       | 27.11. Sa. 19:00 Uhr | 28.11. So. 17:00 Uhr | 39 : 94 |
| HC Spartak Warna Petkov 11            | RK Koper Skoko 13                       | 19 : 46 (08 : 21)    | 20 : 48 (11 : 24)    | 39 : 94 |
| HC Spartak Warna Petkov 11            | RK Koper Skoko 13                       | 300 Zuschauer        | 200 Zuschauer        | 39 : 94 |
| Politechnyk Donezk Tyukin 19          | Sporting Lissabon Silva Osorio Solha 18 | 20.11. Sa. 19:00 Uhr | 21.11. So. 18:00 Uhr | 51 : 52 |
| Politechnyk Donezk Tyukin 19          | Sporting Lissabon Silva Osorio Solha 18 | 21 : 26 (15 : 13)    | 30 : 26 (14 : 13)    | 51 : 52 |
| Politechnyk Donezk Tyukin 19          | Sporting Lissabon Silva Osorio Solha 18 | 200 Zuschauer        | 300 Zuschauer        | 51 : 52 |
| Initia HC Hasselt Köhlen 13           | CSM Bacău Bondar 17                     | 20.11. Sa. 20:15 Uhr | 27.11. Sa. 17:00 Uhr | 54 : 64 |
| Initia HC Hasselt Köhlen 13           | CSM Bacău Bondar 17                     | 25 : 33 (12 : 19)    | 29 : 31 (12 : 14)    | 54 : 64 |
| Initia HC Hasselt Köhlen 13           | CSM Bacău Bondar 17                     | 300 Zuschauer        | 1.000 Zuschauer      | 54 : 64 |
| ØIF Arendal Hofstohl 17               | Bahçeşehir Koleji Sönmez 17             | 26.11. Fr. 18:30 Uhr | 27.11. Sa. 14:00 Uhr | 80 : 53 |
| ØIF Arendal Hofstohl 17               | Bahçeşehir Koleji Sönmez 17             | 40 : 29 (22 : 14)    | 40 : 24 (19 : 12)    | 80 : 53 |
| ØIF Arendal Hofstohl 17               | Bahçeşehir Koleji Sönmez 17             | 600 Zuschauer        | 400 Zuschauer        | 80 : 53 |
| RK Sloga Doboj Dokic 12               | Stord IF Blom 12                        | 27.11. Sa. 16:00 Uhr | 28.11. So. 19:00 Uhr | 50 : 55 |
| RK Sloga Doboj Dokic 12               | Stord IF Blom 12                        | 24 : 25 (14 : 10)    | 26 : 30 (11 : 14)    | 50 : 55 |
| RK Sloga Doboj Dokic 12               | Stord IF Blom 12                        | 200 Zuschauer        | 300 Zuschauer        | 50 : 55 |
| RK Radnički Kragujevac Radojevic 13   | ABC Braga Bogas 11                      | 19.11. Fr. 19:00 Uhr | 20.11. Sa. 19:00 Uhr | 47 : 42 |
| RK Radnički Kragujevac Radojevic 13   | ABC Braga Bogas 11                      | 27 : 25 (12 : 13)    | 20 : 17 (09 : 08)    | 47 : 42 |
| RK Radnički Kragujevac Radojevic 13   | ABC Braga Bogas 11                      | 1.500 Zuschauer      | 800 Zuschauer        | 47 : 42 |
| TSV St. Otmar St. Gallen Engeler 13   | BSV Bern Muri Cvetkovic 12              | 26.11. Fr. 19:30 Uhr | 28.11. So. 17:00 Uhr | 63 : 54 |
| TSV St. Otmar St. Gallen Engeler 13   | BSV Bern Muri Cvetkovic 12              | 31 : 25 (16 : 12)    | 32 : 29 (15 : 16)    | 63 : 54 |
| TSV St. Otmar St. Gallen Engeler 13   | BSV Bern Muri Cvetkovic 12              | 400 Zuschauer        | 700 Zuschauer        | 63 : 54 |
| AEK Athen Vakalis 12                  | SKA Minsk Housha 18                     | 20.11. Sa. 17:30 Uhr | 27.11. Sa. 17:00 Uhr | 58 : 57 |
| AEK Athen Vakalis 12                  | SKA Minsk Housha 18                     | 31 : 25 (15 : 13)    | 27 : 32 (16 : 14)    | 58 : 57 |
| AEK Athen Vakalis 12                  | SKA Minsk Housha 18                     | 900 Zuschauer        | 1.700 Zuschauer      | 58 : 57 |
| IF Guif Zakrisson 13                  | RK Konjuh Živinice Bozoljac 12          | 21.11. So. 17:00 Uhr | 27.11. Sa. 19:00 Uhr | 70 : 48 |
| IF Guif Zakrisson 13                  | RK Konjuh Živinice Bozoljac 12          | 38 : 18 (20 : 07)    | 32 : 30 (17 : 11)    | 70 : 48 |
| IF Guif Zakrisson 13                  | RK Konjuh Živinice Bozoljac 12          | 1.200 Zuschauer      | 900 Zuschauer        | 70 : 48 |
| Benfica Lissabon Zaikin 11            | Steaua Bukarest Birtalan 14             | 27.11. Sa. 18:00 Uhr | 28.11. So. 16:00 Uhr | 66 : 58 |
| Benfica Lissabon Zaikin 11            | Steaua Bukarest Birtalan 14             | 43 : 29 (21 : 18)    | 23 : 29 (11 : 18)    | 66 : 58 |
| Benfica Lissabon Zaikin 11            | Steaua Bukarest Birtalan 14             | 300 Zuschauer        | 500 Zuschauer        | 66 : 58 |
| KS Puławy Zydron 20                   | VV Tikveš Kavadarci Vezenkovski 12      | 20.11. Sa. 18:00 Uhr | 27.11. Sa. 19:00 Uhr | 47 : 46 |
| KS Puławy Zydron 20                   | VV Tikveš Kavadarci Vezenkovski 12      | 23 : 24 (12 : 13)    | 24 : 22 (09 : 09)    | 47 : 46 |
| KS Puławy Zydron 20                   | VV Tikveš Kavadarci Vezenkovski 12      | 700 Zuschauer        | 2.000 Zuschauer      | 47 : 46 |
| Partizan Belgrad Butulija 11          | RK Čakovec Jeftic 11                    | 21.11. So. 18:00 Uhr | 27.11. Sa. 19:00 Uhr | 52 : 51 |
| Partizan Belgrad Butulija 11          | RK Čakovec Jeftic 11                    | 31 : 27 (14 : 15)    | 21 : 24 (06 : 13)    | 52 : 51 |
| Partizan Belgrad Butulija 11          | RK Čakovec Jeftic 11                    | 1.000 Zuschauer      | 1.200 Zuschauer      | 52 : 51 |

## Achtelfinale
Die Auslosung des Achtelfinales fand am 30. November 2010 um 11:00 Uhr in Wien statt.
| Mannschaft 1                            | Mannschaft 2                        | Hinspiel             | Rückspiel            | Gesamt  |
| --------------------------------------- | ----------------------------------- | -------------------- | -------------------- | ------- |
| ØIF Arendal Hofstohl 9                  | Slovan Ljubljana Cemas 15           | 26.02. Sa. 16:00 Uhr | 27.02. So. 18:00 Uhr | 44 : 42 |
| ØIF Arendal Hofstohl 9                  | Slovan Ljubljana Cemas 15           | 21 : 19 (12 : 11)    | 23 : 23 (11 : 15)    | 44 : 42 |
| ØIF Arendal Hofstohl 9                  | Slovan Ljubljana Cemas 15           | 400 Zuschauer        | 500 Zuschauer        | 44 : 42 |
| RK Rudar Pljevlja Kovacevic 11          | CSM Bacău Bondar 13                 | 19.02. Sa. 19:00 Uhr | 26.02. Sa. 17:00 Uhr | 37 : 71 |
| RK Rudar Pljevlja Kovacevic 11          | CSM Bacău Bondar 13                 | 22 : 31 (11 : 12)    | 15 : 40 (09 : 21)    | 37 : 71 |
| RK Rudar Pljevlja Kovacevic 11          | CSM Bacău Bondar 13                 | 1.200 Zuschauer      | 1.500 Zuschauer      | 37 : 71 |
| IF Guif Aren 12                         | RK Koper Elezovic 16                | 20.02. So. 17:00 Uhr | 26.02. Sa. 19:00 Uhr | 56 : 65 |
| IF Guif Aren 12                         | RK Koper Elezovic 16                | 32 : 33 (17 : 16)    | 24 : 32 (12 : 16)    | 56 : 65 |
| IF Guif Aren 12                         | RK Koper Elezovic 16                | 1.000 Zuschauer      | 1.000 Zuschauer      | 56 : 65 |
| Sporting Lissabon Silva Osorio Solha 11 | AEK Athen Bakaoukas 21              | 19.02. Sa. 18:00 Uhr | 26.02. Sa. 18:15 Uhr | 54 : 55 |
| Sporting Lissabon Silva Osorio Solha 11 | AEK Athen Bakaoukas 21              | 27 : 23 (15 : 09)    | 27 : 32 (11 : 12)    | 54 : 55 |
| Sporting Lissabon Silva Osorio Solha 11 | AEK Athen Bakaoukas 21              | 900 Zuschauer        | 1.000 Zuschauer      | 54 : 55 |
| HK Motor Saporischschja Ostrouschko 9   | Benfica Lissabon Carneiro 17        | 20.02. So. 18:00 Uhr | 27.02. So. 17:00 Uhr | 51 : 63 |
| HK Motor Saporischschja Ostrouschko 9   | Benfica Lissabon Carneiro 17        | 28 : 33 (09 : 13)    | 23 : 30 (13 : 15)    | 51 : 63 |
| HK Motor Saporischschja Ostrouschko 9   | Benfica Lissabon Carneiro 17        | 900 Zuschauer        | 500 Zuschauer        | 51 : 63 |
| Partizan Belgrad Maksic 12              | HBC Bascharage Grobelny 11          | 19.02. Sa. 18:00 Uhr | 27.02. So. 18:30 Uhr | 74 : 47 |
| Partizan Belgrad Maksic 12              | HBC Bascharage Grobelny 11          | 36 : 23 (19 : 13)    | 38 : 24 (18 : 10)    | 74 : 47 |
| Partizan Belgrad Maksic 12              | HBC Bascharage Grobelny 11          | 2.000 Zuschauer      | 300 Zuschauer        | 74 : 47 |
| TSV St. Otmar St. Gallen Parolo 13      | RK Radnički Kragujevac Radojevic 11 | 25.02. Fr. 18:00 Uhr | 26.02. Sa. 18:00 Uhr | 52 : 57 |
| TSV St. Otmar St. Gallen Parolo 13      | RK Radnički Kragujevac Radojevic 11 | 24 : 27 (11 : 18)    | 28 : 30 (11 : 13)    | 52 : 57 |
| TSV St. Otmar St. Gallen Parolo 13      | RK Radnički Kragujevac Radojevic 11 | 1.800 Zuschauer      | -.--- Zuschauer      | 52 : 57 |
| Stord IL Nielsen 15                     | KS Puławy Zydron 17                 | 19.02. Sa. 18:00 Uhr | 26.02. Sa. 18:00 Uhr | 47 : 54 |
| Stord IL Nielsen 15                     | KS Puławy Zydron 17                 | 23 : 29 (12 : 11)    | 24 : 25 (11 : 12)    | 47 : 54 |
| Stord IL Nielsen 15                     | KS Puławy Zydron 17                 | 400 Zuschauer        | 600 Zuschauer        | 47 : 54 |

## Viertelfinale
Die Auslosung des Viertelfinales fand am 1. März 2011 um 11:00 Uhr in Wien statt.
| Mannschaft 1                     | Mannschaft 2                 | Hinspiel             | Rückspiel            | Gesamt  |
| -------------------------------- | ---------------------------- | -------------------- | -------------------- | ------- |
| Partizan Belgrad Kostadinovic 9  | AEK Athen Bakaoukas 13       | 26.03. Sa. 18:00 Uhr | 02.04. Sa. 20:30 Uhr | 52 : 45 |
| Partizan Belgrad Kostadinovic 9  | AEK Athen Bakaoukas 13       | 28 : 22 (13 : 10)    | 24 : 23 (11 : 11)    | 52 : 45 |
| Partizan Belgrad Kostadinovic 9  | AEK Athen Bakaoukas 13       | 2.000 Zuschauer      | 1.000 Zuschauer      | 52 : 45 |
| RK Koper Krivokapic 7            | KS Puławy Zydron 11          | 26.03. Sa. 19:00 Uhr | 02.04. Sa. 18:00 Uhr | 58 : 51 |
| RK Koper Krivokapic 7            | KS Puławy Zydron 11          | 33 : 26 (17 : 12)    | 25 : 25 (14 : 15)    | 58 : 51 |
| RK Koper Krivokapic 7            | KS Puławy Zydron 11          | 1.000 Zuschauer      | 800 Zuschauer        | 58 : 51 |
| RK Radnički Kragujevac Djukic 15 | Benfica Lissabon Carneiro 15 | 02.04. Sa. 18:30 Uhr | 03.04. So. 17:00 Uhr | 50 : 57 |
| RK Radnički Kragujevac Djukic 15 | Benfica Lissabon Carneiro 15 | 29 : 28 (16 : 18)    | 21 : 29 (11 : 14)    | 50 : 57 |
| RK Radnički Kragujevac Djukic 15 | Benfica Lissabon Carneiro 15 | 800 Zuschauer        | 1.000 Zuschauer      | 50 : 57 |
| CSM Bacău Bondar 16              | ØIF Arendal Svenningsen 8    | 26.03. Sa. 17:30 Uhr | 03.04. So. 18:00 Uhr | 56 : 50 |
| CSM Bacău Bondar 16              | ØIF Arendal Svenningsen 8    | 33 : 24 (18 : 14)    | 23 : 26 (10 : 12)    | 56 : 50 |
| CSM Bacău Bondar 16              | ØIF Arendal Svenningsen 8    | 1.500 Zuschauer      | 600 Zuschauer        | 56 : 50 |

## Halbfinals
Die Auslosung des Halbfinales fand am 5. April 2011 um 11:00 Uhr in Wien statt.
| Mannschaft 1               | Mannschaft 2                | Hinspiel             | Rückspiel            | Gesamt  |
| -------------------------- | --------------------------- | -------------------- | -------------------- | ------- |
| RK Koper Bombač 11         | CSM Bacău Ghita 14          | 23.04. Sa. 19:00 Uhr | 30.04. Sa. 17:00 Uhr | 59 : 57 |
| RK Koper Bombač 11         | CSM Bacău Ghita 14          | 34 : 27 (16 : 11)    | 25 : 30 (09 : 16)    | 59 : 57 |
| RK Koper Bombač 11         | CSM Bacău Ghita 14          | 1.200 Zuschauer      | 1.700 Zuschauer      | 59 : 57 |
| Partizan Belgrad Maksic 24 | Benfica Lissabon Tavares 15 | 23.04. Sa. 18:00 Uhr | 01.05. So. 17:15 Uhr | 61 : 63 |
| Partizan Belgrad Maksic 24 | Benfica Lissabon Tavares 15 | 36 : 30 (17 : 13)    | 25 : 33 (12 : 19)    | 61 : 63 |
| Partizan Belgrad Maksic 24 | Benfica Lissabon Tavares 15 | 2.000 Zuschauer      | 500 Zuschauer        | 61 : 63 |

## Finale
Die Auslosung des Finales fand am 2. Mai 2011 in Köln statt.
| Mannschaft 1     | Mannschaft 2 | Hinspiel             | Rückspiel            | Gesamt  |
| ---------------- | ------------ | -------------------- | -------------------- | ------- |
| Benfica Lissabon | RK Koper     | 15.05. So. 17:00 Uhr | 22.05. So. 17:30 Uhr | 54 : 58 |
| Benfica Lissabon | RK Koper     | 27 : 27 (13 : 11)    | 27 : 31 (11 : 17)    | 54 : 58 |

### Hinspiel
In Lissabon, Pavilhao EDP Benfica Lisboa, 1.000 Zuschauer.
Benfica Lissabon: Ferreirinho, Candeias – Carneiro (5), Pedroso (5), Tavares  (5), Costa (4), Pais (2), Silva  (2), Vucicevic (2), Graca (1), Roque   (1), Areia, Lopes, Zaikin
RK Koper: Podpecan, Vran – Krivokapic  (9), Bombac  (4), Skube (4), Dobelsek (3), Mlakar   (3), Brumen (2), Konecnik  (1), Rapotec (1), Mirkovic, Osmajic , Poklar, Skoko
Schiedsrichter:  Urmo Sitsi und Toomas Heinla

### Rückspiel
In Koper, Sportna Dvorana Bonifika, 2.800 Zuschauer.
RK Koper: Podpecan, Vran – Krivokapic (6), Brumen (5), Dobelsek  (5), Bombac (4), Skube (4), Mirkovic (2), Mlakar    (2), Osmajic    (2), Skoko (1), Konecnik , Poklar, Rapotec 
Benfica Lissabon: Ferreirinho, Candeias – Carneiro    (10), Tavares (7), Zaikin  (4), Pedroso (2), Costa  (1), Roque  (1), Silva   (1), Vucicevic (1), Areia, Graca, Lopes, Pais
Schiedsrichter:  Shlomo Cohen und Yoram Peretz